# Sikirica
Sikirica (en serbe cyrillique : Сикирица) est un village de Serbie situé dans la municipalité de Paraćin, district de Pomoravlje. Au recensement de 2011, il comptait 907 habitants.

## Démographie

### Évolution historique de la population
| 1948  | 1953  | 1961  | 1971  | 1981  | 1991  | 2002  | 2011 |
| ----- | ----- | ----- | ----- | ----- | ----- | ----- | ---- |
| 1 153 | 1 300 | 1 328 | 1 154 | 1 161 | 1 135 | 1 038 | 907  |

|  |